# Абаджян, Аветик Сергеевич
Авети́к Серге́евич Абаджя́н, мононим Аветик (род. 29 августа 1952, Ереван, СССР) — живописец и график.

## Биография
Мать — врач, отец — военный конструктор, поэтому семья часто переезжала. Детство провел в Ленинграде, Ереване и в Подмосковье. В 9—10 классах занимается в группе по курсу «Программирование». После окончания школы в 1969 поступает в Московский энергетический институт. Проучившись там полтора года, бросает институт. Какое-то время готовится к поступлению на психологический факультет, год работает в лаборатории по пересадке органов. Увлекается искусством. После посещения выставки графики Джакомо Манцу в выставочном зале Академии художеств начинает самостоятельно заниматься живописью.
В 1972 году знакомится с художником Владимиром Ильющенко. Обучается у него офорту, одновременно работая сторожем, кочегаром, грузчиком.
С начала 1980-х годов начинает выставляться. Работы Аветика находятся в частных коллекциях России, Польши, США, Италии, Финляндии, Франции, Канады, Австрии, Германии, Швейцарии, Венгрии, Эстонии. Большими коллекциями картин владеют московские галереи «Арт-сезон» и «Арт-караван».

## Творчество
Начинал как график (сухая игла, цветной офорт). В живописи изначально использовал холст, тяготел к экспрессионизму, но в конце 1980-x приходит к собственной технике письма тончайшим слоем краски на оргалитной основе. С начала 2000-х делает много пастельных работ.

## Выставки
- 1980‐1989 — выставки в Горкоме графиков, Малая Грузинская 28, Москва
- 1980 — Всесоюзная молодёжная выставка, Ташкент, Узбекистан
- 1987 — Выставка эротического искусства. Театр Васильева, Москва
- 1987 — Выставка эротического искусства. Ул. Левченко, Москва
- 1987 — Выставка группы «Арбатр». Староконюшенный переулок, Москва
- 1987 — Выставка группы «Арбатр». Центральный выставочный зал «Манеж», Москва
- 1988 — «Знак — Натура». Гостиница «Юность», Москва
- 1989 — Выставка. Галерея «Рама-Арт», Москва
- 1989 — Ярмарка искусств «Interart», Познань, Польша
- 1990 — Выставка-аукцион. Галерея «Друо», Париж
- 1990 — Выставка троих (Аветик, Иван Сахненко, Сергей Наумов). ЦДХ, Москва
- 1990 — Ярмарка искусств «Interart», Познань, Польша
- 1991 — Выставка троих (Аветик, Иван Сахненко, Сергей Наумов). Выставочный зал «Раменки», Москва
- 1991 — Персональная выставка. Выставочный зал «Раменки», Москва
- 1991 — АРТ МИФ 2. Московская международная художественная ярмарка. Центральный выставочный зал «Манеж», Москва
- 1992 — Персональная выставка. Выставочный зал «На Солянке», Москва
- 1992 — Персональная выставка. Театр на Таганке, Москва
- 1993 — Ярмарка. Марсель, Франция
- 1993 — Выставки в «Московской галерее», Москва
- 1993 — Ярмарка. Авиньон, Франция
- 1993 — Центральный дом литераторов, Москва
- 1994 — Персональная выставка. Клуб «Джаз Арт» на Беговой, Москва
- 1995 — Персональная выставка. Галерея «Юнея», Москва
- 1995 — Персональная выставка. Галерея «Юнея», Москва
- 1995 — «После концепции», ЦДХ, Москва, совместно с Сергеем Наумовым, Иваном Сахненко, Валерием Красильниковым и др.
- 1995 — Групповая выставка. Галерея «Юнея», Москва
- 1996 — Персональная выставка. Галерея «Рама-Арт», Москва
- 1996 — Персональная выставка. Выставочный зал Российского фонда культуры, Москва
- 1996 — Выставочный зал Российского фонда культуры, Москва, совместно с Леонидом Берлиным
- 1996 — Выставочный зал Российского фонда культуры, Москва, совместно с Гордеевым
- 1996 — Персональная выставка. Центральный Дом журналиста, Москва
- 1996 — Персональная выставка. Галерея «Экспо-88», Москва
- 2002 — Персональная выставка в редакции журнала Наше наследие, Москва
- 2002‐2003 — Три групповые выставки в ЦДХ (галерея «Аист»), Москва
- 2005 — «Осенний марафон», ЦДХ, Москва, совместно с Владимиром Сахненко, Иваном Сахненко и др.
- 2005 — Групповая выставка в залах Международного Художественного Фонда, Б. Лёвшинский пер., Москва
- 2006 — Персональная выставка. Выставочный зал «На Солянке», Москва
- 2009‐2010 — групповые выставки в ЦДХ (галерея «Аист»), Москва
- 2010 — Групповая выставка «Русская метафизика» (памяти Сергея Кускова), галерея «С.АРТ» (галерея Петра Войса), Москва
- 2011 — Групповая выставка в галерее «Экспо-88», Москва, совместно с Ароном Бухом, Юрием Косаговским и др.
- 2012 — Групповая выставка в галерее «Зеро», Москва
- 2012 — Благотворительная групповая выставка в галерее «Экспо-88», Москва
- 2013 — Групповая выставка в галерее «Зеро» (Дом киноактера), Москва
- 2013 — ЦДХ, Москва, совместно с Иннокентием Барановым и Юлией Сопиной, галерея «Качели»
- 2013 — Две групповые выставки в ЦДХ (галерея «Качели»), Москва
- 2014 — Групповая выставка в выставочном зале «Кунцево», Москва
- 2015 — Выставка «Мир портрета» в ЦДХ (ТСХР), Москва

## Галерея

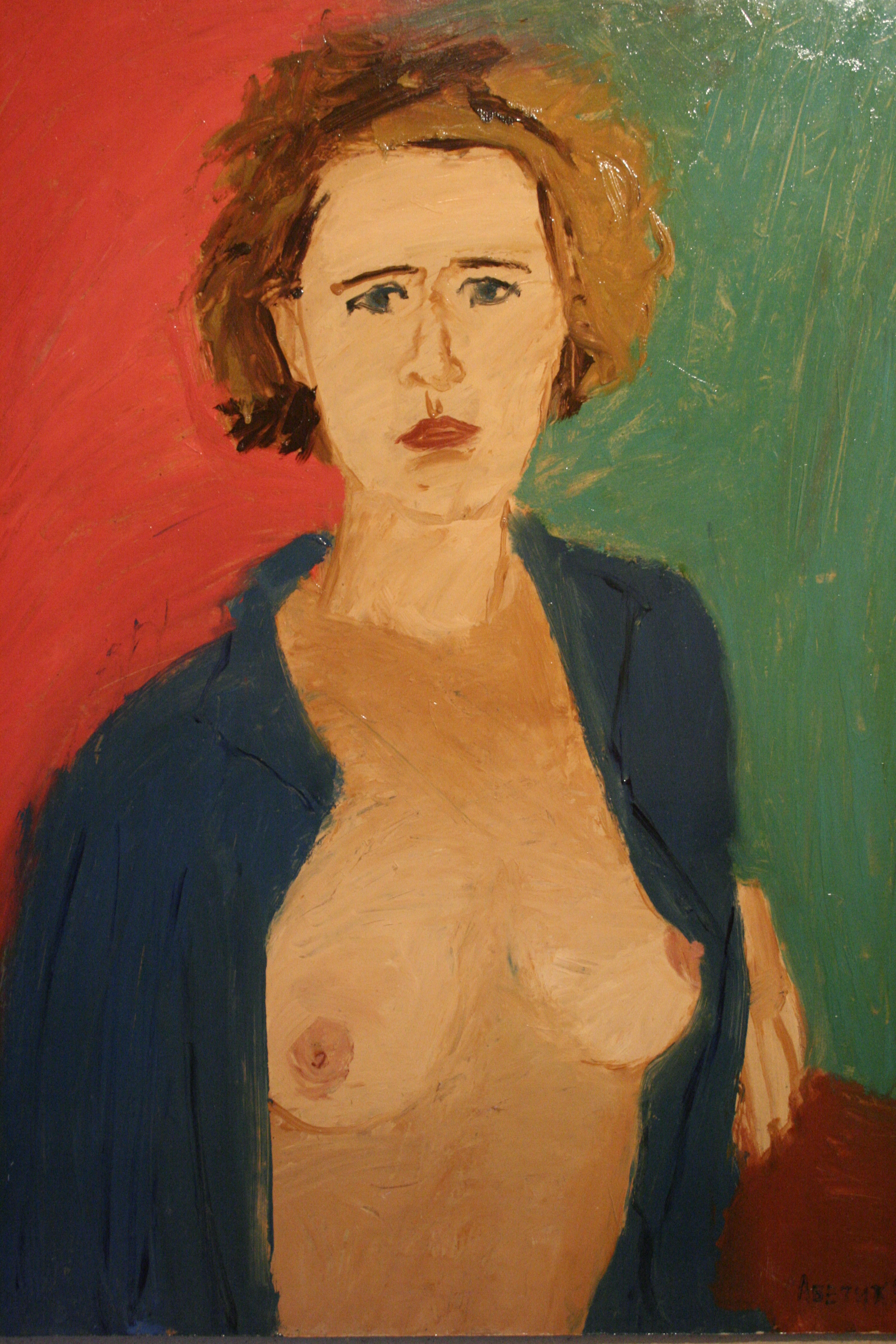
"Инга", оргалит, масло, 1999